# Občina Dobje
Občina Dobje je ena od občin v Republiki Sloveniji. Pred razdelitvijo je to ozemlje pripadalo občini Šentjur pri Celju.

## Naselja v občini
Brezje pri Dobjem, Dobje pri Planini, Gorica pri Dobjem, Jezerce pri Dobjem, Lažiše, Presečno, Ravno, Repuš, Slatina pri Dobjem, Suho, Škarnice, Večje Brdo, Završe pri Dobjem

## Prebivalstvo
Ob popisu leta 2001 je bila slovenščina materni jezik 980 (97,2 %) občanom, za 18 (1,8 %) oseb pa ni podatka. 763 ali 75,7 % je bilo rimokatoličanov.

## Vzgoja in izobraževanje

#### Predšolska vzgoja
- Vrtec Dobje

#### Osnovna šola
- Osnovna šola Dobje

## Seznam županov
- Franc Salobir (1998-2010)
- Franc Leskovšek (2010- )